# Св. св. Константин и Елена (възрожденска църква в Мерджан)
„Св. св. Константин и Елена“ (на гръцки: Αγίων Κωνσταντίνου και Ελένης) е възрожденска православна църква в сярското село Мерджан (Лигария), Егейска Македония, Гърция. Част е от Сярската и Нигритска епархия на Вселенската патриаршия. Църквата е енорийски храм на селото.
Църквата е гробищен храм, разположен в южния край на селото. Построена е в 1860 година.